# Maria Alfero
Maria Alfero (ur. 1 marca 1922, zm. 4 września 2001) – włoska lekkoatletka, sprinterka, medalistka mistrzostw Europy z 1938.
Zdobyła brązowy medal w sztafecie 4 × 100 metrów (w składzie: Alfero, Maria Apollonio, Rosetta Cattaneo i Italia Lucchini) na mistrzostwach Europy w 1938 w Wiedniu
Była mistrzynią Włoch w biegu na 100 metrów w 1938 i  w sztafecie 4 × 100 metrów w 1937.
13 sierpnia 1939 w Dreźnie poprawiła rekord Włoch w sztafecie 4 × 100 metrów czasem 48,3 s.